# Stazione di Lido di Lavinio
Stazione di Lido di Lavinio vasútállomás Olaszországban, Anzio településen.

## Vasútvonalak
Az állomást az alábbi vasútvonalak érintik:
- Albano–Nettuno-vasútvonal

## Kapcsolódó állomások
A vasútállomáshoz az alábbi állomások vannak a legközelebb:
- Stazione di Villa Claudia (Stazione di Nettuno, FL8)
- Stazione di Padiglione (Stazione di Roma Termini, FL8)